# Campionato mondiale di hockey su ghiaccio - Seconda Divisione 2007
Il Campionato mondiale di hockey su ghiaccio - Seconda Divisione 2007 è stato un torneo di hockey su ghiaccio organizzato dall'International Ice Hockey Federation. Il torneo si è disputato fra il 2 e il 17 aprile 2007. Le undici partecipanti, a causa del ritiro della Corea del Nord, sono state divise in due gironi da sei e da cinque squadre. Il torneo del Gruppo A si è svolto nella città di Zagabria, in Croazia. Le partite del Gruppo B invece si sono disputate a Seul, in Corea del Sud.
La Croazia ha vinto il Gruppo A mentre la Corea del Sud il Gruppo B, garantendosi così la partecipazione al Campionato mondiale di hockey su ghiaccio - Prima Divisione 2008. Al contrario la Turchia e la Corea del Nord, giunte all'ultimo posto dei rispettivi gironi sono state retrocesse per il 2008 in Terza Divisione. La Nuova Zelanda e l'Irlanda, giunte nelle prime due posizioni della Terza Divisione, sostituiscono nel 2008 la Turchia e la Corea del Nord. Da quest'anno la Serbia prende il posto della Serbia e Montenegro.

## Partecipanti

### Gruppo A
| Nazionale | Qualificazione                                                           |
| --------- | ------------------------------------------------------------------------ |
| Croazia   | Ospitante, sesta e retrocessa dalla Prima Divisione - Gruppo B del 2006. |
| Bulgaria  | Seconda nella Seconda Divisione - Gruppo A del 2006.                     |
| Belgio    | Terzo nella Seconda Divisione - Gruppo A del 2006.                       |
| Serbia    | Quarta nella Seconda Divisione - Gruppo A del 2006.                      |
| Spagna    | Quinta nella Seconda Divisione - Gruppo A del 2006.                      |
| Turchia   | Seconda e promossa dalla Terza Divisione del 2006.                       |

### Gruppo B
| Nazionale      | Qualificazione                                                  |
| -------------- | --------------------------------------------------------------- |
| Israele        | Sesta e retrocessa dalla Prima Divisione - Gruppo A del 2006.   |
| Corea del Sud  | Ospitante, seconda nella Seconda Divisione - Gruppo B del 2006. |
| Australia      | Terza nella Seconda Divisione - Gruppo B del 2006.              |
| Corea del Nord | Quarta nella Seconda Divisione - Gruppo B del 2006.             |
| Messico        | Quinto nella Seconda Divisione - Gruppo B del 2006.             |
| Islanda        | Prima e promossa dalla Terza Divisione del 2006.                |

## Gruppo A

### Incontri
| Zagabria 11 aprile 2007, ore 14:00 | Turchia | 4 – 6 (0-1; 3-0; 1-5) referto | Serbia | Dom Sportova (100 spett.) |

| Zagabria 11 aprile 2007, ore 17:15 | Bulgaria | 0 – 4 (0-0; 0-1; 0-3) referto | Spagna | Dom Sportova (100 spett.) |

| Zagabria 11 aprile 2007, ore 20:30 | Belgio | 4 – 13 (0-6; 2-3; 2-4) referto | Croazia | Dom Sportova (2.000 spett.) |

| Zagabria 12 aprile 2007, ore 14:00 | Bulgaria | 0 – 6 (0-4; 0-1; 0-1) referto | Belgio | Dom Sportova (100 spett.) |

| Zagabria 12 aprile 2007, ore 17:15 | Spagna | 10 – 2 (3-1; 3-0; 4-1) referto | Turchia | Dom Sportova (100 spett.) |

| Zagabria 12 aprile 2007, ore 20:30 | Croazia | 2 – 0 (1-0; 0-0; 1-0) referto | Serbia | Dom Sportova (4.000 spett.) |

| Zagabria 14 aprile 2007, ore 14:00 | Bulgaria | 7 – 5 (3-3; 2-2; 2-0) referto | Turchia | Dom Sportova (100 spett.) |

| Zagabria 14 aprile 2007, ore 17:15 | Belgio | 2 – 1 (0-1; 1-0; 1-0) referto | Serbia | Dom Sportova (150 spett.) |

| Zagabria 14 aprile 2007, ore 20:30 | Croazia | 8 – 2 (2-0; 3-1; 3-1) referto | Spagna | Dom Sportova (2.500 spett.) |

| Zagabria 15 aprile 2007, ore 14:00 | Spagna | 2 – 3 (1-2; 1-0; 0-1) referto | Belgio | Dom Sportova (100 spett.) |

| Zagabria 15 aprile 2007, ore 17:15 | Serbia | 7 – 1 (2-0; 0-1; 5-0) referto | Bulgaria | Dom Sportova (100 spett.) |

| Zagabria 15 aprile 2007, ore 20:30 | Turchia | 2 – 25 (1-7; 0-11; 1-7) referto | Croazia | Dom Sportova (1.000 spett.) |

| Zagabria 17 aprile 2007, ore 14:00 | Serbia | 4 – 7 (2-5; 1-1; 1-1) referto | Spagna | Dom Sportova (100 spett.) |

| Zagabria 17 aprile 2007, ore 17:15 | Belgio | 10 – 2 (5-1; 3-1; 2-0) referto | Turchia | Dom Sportova (100 spett.) |

| Zagabria 17 aprile 2007, ore 20:30 | Croazia | 10 – 2 (1-1; 4-0; 5-1) referto | Bulgaria | Dom Sportova (1.000 spett.) |

### Classifica
| Pos. |          | PG | V | VOT | POT | P | GF | GS | DR  | Pt |
| 1.   | Croazia  | 5  | 5 | 0   | 0   | 0 | 58 | 10 | +48 | 15 |
| 2.   | Belgio   | 5  | 4 | 0   | 0   | 1 | 25 | 18 | +7  | 12 |
| 3.   | Spagna   | 5  | 3 | 0   | 0   | 2 | 25 | 17 | +8  | 9  |
| 4.   | Serbia   | 5  | 2 | 0   | 0   | 3 | 18 | 16 | +2  | 6  |
| 5.   | Bulgaria | 5  | 1 | 0   | 0   | 4 | 10 | 32 | -22 | 3  |
| 6.   | Turchia  | 5  | 0 | 0   | 0   | 5 | 15 | 58 | -43 | 0  |

### Classifica marcatori
| Giocatore          | PG | G  | A  | Pt | +/- | MP |
| ------------------ | -- | -- | -- | -- | --- | -- |
| Marko Lovrencic    | 5  | 10 | 7  | 17 | +18 | 2  |
| Oliver Ciganovic   | 5  | 7  | 9  | 16 | +14 | 14 |
| Damir Gojanovic    | 5  | 3  | 11 | 14 | +15 | 2  |
| Cengiz Ciplak      | 5  | 9  | 2  | 11 | -1  | 6  |
| Kresimir Svigir    | 5  | 5  | 6  | 11 | +13 | 4  |
| Miroslav Brumercik | 5  | 3  | 8  | 11 | +15 | 18 |
| Mato Mladjenovic   | 5  | 5  | 5  | 10 | +14 | 8  |
| Danijel Plahutar   | 5  | 3  | 7  | 10 | +11 | 8  |
| Dries Steijnen     | 5  | 3  | 7  | 10 | +6  | 4  |
| Tomislav Grozay    | 5  | 7  | 2  | 9  | +11 | 4  |

Fonte: IIHF.com

### Classifica portieri
| Giocatore           | Min    | TC  | GS | SO | MGS  | Sv%   |
| ------------------- | ------ | --- | -- | -- | ---- | ----- |
| Vanja Belic         | 160:00 | 60  | 4  | 1  | 1.50 | 93.33 |
| Milan Lukovic       | 237:12 | 147 | 12 | 0  | 3.04 | 91.84 |
| José Luis Alonso    | 239:51 | 173 | 15 | 1  | 3.75 | 91.33 |
| Bjorn Steijnen      | 249:56 | 143 | 13 | 1  | 3.12 | 90.91 |
| Konstantin Mihaylov | 240:00 | 195 | 25 | 0  | 6.25 | 87.18 |

Fonte: IIHF.com

## Gruppo B

### Incontri
| Seul 2 aprile 2007, ore 13:00 | Corea del Sud | 6 – 1 (1-0; 3-1; 2-0) referto | Messico | Mok-Dong Arena (1.015 spett.) |

| Seul 2 aprile 2007, ore 16:30 | Australia | 4 – 1 (2-1; 0-0; 2-0) referto | Israele | Mok-Dong Arena (285 spett.) |

| Seul 3 aprile 2007, ore 16:30 | Corea del Sud | 5 – 4 (3-2; 0-1; 2-1) referto | Australia | Mok-Dong Arena (1.505 spett.) |

| Seul 3 aprile 2007, ore 20:00 | Messico | 2 – 3 (0-2; 0-1; 2-0) referto | Islanda | Mok-Dong Arena (235 spett.) |

| Seul 5 aprile 2007, ore 13:00 | Israele | 3 – 1 (1-0; 1-0; 1-1) referto | Messico | Mok-Dong Arena (185 spett.) |

| Seul 5 aprile 2007, ore 16:30 | Corea del Sud | 17 – 2 (8-1; 5-1; 4-0) referto | Islanda | Mok-Dong Arena (1.005 spett.) |

| Seul 7 aprile 2007, ore 13:00 | Australia | 5 – 3 (2-1; 1-1; 2-1) referto | Islanda | Mok-Dong Arena (185 spett.) |

| Seul 7 aprile 2007, ore 16:30 | Israele | 2 – 5 (1-3; 0-1; 1-1) referto | Corea del Sud | Mok-Dong Arena (2.115 spett.) |

| Seul 8 aprile 2007, ore 14:30 | Messico | 2 – 12 (0-2; 2-6; 0-4) referto | Australia | Mok-Dong Arena (175 spett.) |

| Seul 8 aprile 2007, ore 18:00 | Islanda | 1 – 5 (0-1; 1-1; 0-3) referto | Israele | Mok-Dong Arena (150 spett.) |

### Classifica
| Pos. |                | PG       | V        | VOT      | POT      | P        | GF       | GS       | DR       | Pt       |
| 1.   | Corea del Sud  | 4        | 4        | 0        | 0        | 0        | 33       | 9        | +24      | 12       |
| 2.   | Australia      | 4        | 3        | 0        | 0        | 1        | 25       | 11       | +14      | 9        |
| 3.   | Israele        | 4        | 2        | 0        | 0        | 2        | 11       | 11       | 0        | 6        |
| 4.   | Islanda        | 4        | 1        | 0        | 0        | 3        | 9        | 29       | -20      | 3        |
| 5.   | Messico        | 4        | 0        | 0        | 0        | 4        | 6        | 24       | -18      | 0        |
| 6.   | Corea del Nord | Ritirata | Ritirata | Ritirata | Ritirata | Ritirata | Ritirata | Ritirata | Ritirata | Ritirata |

### Riconoscimenti individuali
- Miglior portiere: Matthew Ezzy -  Australia
- Miglior difensore: Sung Min Park -  Corea del Sud
- Miglior attaccante: Han Sung Kim -  Corea del Sud

### Classifica marcatori
| Giocatore     | PG | G | A | Pt | +/- | MP |
| ------------- | -- | - | - | -- | --- | -- |
| Kyu Hun Kim   | 4  | 5 | 6 | 11 | +9  | 6  |
| Ki Sung Kim   | 4  | 5 | 5 | 10 | +7  | 0  |
| Woo Sang Park | 4  | 3 | 6 | 9  | +7  | 2  |
| Eun Jun Kim   | 4  | 6 | 2 | 8  | +3  | 2  |
| Yu Won Lee    | 4  | 3 | 5 | 8  | +3  | 4  |
| Sung Min Park | 4  | 1 | 7 | 8  | +7  | 2  |
| Hyun Ku Baek  | 4  | 2 | 4 | 6  | +3  | 4  |
| Joseph Hughes | 3  | 2 | 3 | 5  | +4  | 8  |
| Greg Oddy     | 3  | 1 | 4 | 5  | +2  | 4  |
| Hong Il Kim   | 4  | 0 | 5 | 5  | +2  | 18 |

Fonte: IIHF.com

### Classifica portieri
| Giocatore        | Min    | TC  | GS | SO | MGS  | Sv%   |
| ---------------- | ------ | --- | -- | -- | ---- | ----- |
| Jevgeny Gussin   | 240:00 | 135 | 11 | 0  | 2.75 | 91.85 |
| Birgir Sveinsson | 185:51 | 165 | 17 | 0  | 5.49 | 89.70 |
| Matthew Ezzy     | 179:43 | 77  | 9  | 0  | 3.00 | 88.31 |
| Ho Seung Son     | 190:09 | 57  | 8  | 0  | 2.52 | 85.96 |
| Alfonso de Alba  | 147:51 | 83  | 16 | 0  | 6.49 | 80.72 |

Fonte: IIHF.com